# Såby Fodbold
Såby Fodbold er en fodboldklub i Kirke Såby på Midtsjælland. Klubben spiller i Danmarksserien.
Såby fodbold kunne i sommeren 2022 for første gang i dens 100 år lange historie rykke op Sjællandsserien, efter at have vundet pulje 2 i Serie 1 (DBU Sjælland).